# Le Mesnil-Ozenne
Le Mesnil-Ozenne é uma comuna francesa na região administrativa da Normandia, no departamento Mancha. Estende-se por uma área de 4,55 km². Em 2010 a comuna tinha 273 habitantes (densidade: 60 hab./km²).